# Trần Thị Vân
Trần Thị Vân (sinh ngày 22 tháng 2 năm 1975) là nữ Đại biểu Quốc hội nước Cộng hòa xã hội chủ nghĩa Việt Nam. Bà hiện là Tỉnh ủy viên, Phó Trưởng Đoàn Đại biểu Quốc hội chuyên trách tỉnh Bắc Ninh, Ủy viên Ủy ban Xã hội của Quốc hội, Đại biểu Quốc hội khóa XV từ Bắc Ninh. Bà từng là Ủy viên Ban Chấp hành Trung ương Hội Liên hiệp Phụ nữ Việt Nam, Bí thư Đảng đoàn cơ quan, Chủ tịch Hội Liên hiệp Phụ nữ tỉnh Bắc Ninh.
Trần Thị Vân là đảng viên Đảng Cộng sản Việt Nam, học vị Cử nhân tiếng Anh, Cử nhân Luật Kinh tế, Thạc sĩ Lịch sử Đảng, Cao cấp lý luận chính trị. Bà có xuất phát điểm từ nghề giáo, chuyển sang công tác thanh niên, phụ nữ và đều ở quê nhà Bắc Ninh.

## Xuất thân và giáo dục
Trần Thị Vân sinh ngày 22 tháng 2 năm 1975 tại xã Phá Lãng, huyện Gia Lương, tỉnh Hà Bắc, quê quán ở xã Đại Lai, huyện Gia Bình, tỉnh Bắc Ninh. Bà lớn lên và tốt nghiệp phổ thông ở Bắc Ninh, học đại học ở Hà Nội và tốt nghiệp song bằng cử nhân gồm Cử nhân chuyên ngành tiếng Anh sư phạm, Cử nhân Luật kinh tế, sau đó tiếp tục học cao học và nhận bằng Thạc sĩ Lịch sử Đảng. Bà được kết nạp Đảng Cộng sản Việt Nam vào ngày 6 tháng 1 năm 2006, trở thành đảng viên chính thức sau đó 1 năm, từng theo học các khóa chính trị ở Học viện Chính trị Quốc gia Hồ Chí Minh và tốt nghiệp Cao cấp lý luận chính trị. Hiện bà thường trú ở phường Suối Hoa, thành phố Bắc Ninh.

## Sự nghiệp
Tháng 8 năm 1995, sau khi tốt nghiệp phổ thông và hoàn tất khóa học giáo dục, Trần Thị Vân được phân về Trường Trung học cơ sở Trung Kênh, huyện Gia Lương, tỉnh Hà Bắc – sau là huyện Lương Tài, tỉnh Bắc Ninh – làm giáo viên. Sau 5 năm dạy học ở đây, vào tháng 11 năm 2000, bà được chuyển sang Trường Trung học cơ sở Tân Lãng, huyện Lương Tài làm giáo viên, được 2 năm thì chuyển tiếp tới Trường Trung học cơ sở Hàn Thuyên, huyện Lương Tài để dạy học. Năm 2003, bà được điều lên ngạch công chức của Ủy ban nhân dân tỉnh Bắc Ninh, được bổ nhiệm làm Chuyên viên Phòng Giáo dục và Đào tạo huyện Lương Tài, tỉnh Bắc Ninh. Giai đoạn này bà được bầu làm Đại biểu Hội đồng nhân dân huyện Lương Tài, nhiệm kỳ 2004–2011. Tháng 3 năm 2006, bà chuyển sang công tác ở Đoàn Thanh niên Cộng sản Hồ Chí Minh huyện Lương Tài, nhậm chức Phó Bí thư, quyền Bí thư Huyện Đoàn, sau đó là Bí thư Huyện đoàn Lương Tài. Đến tháng 10 năm 2009, bà được điều lên Hội Liên hiệp Phụ nữ tỉnh Bắc Ninh, nhậm chức Phó Trưởng Ban Tuyên giáo, được bầu vào Ban Chấp hành, là Ủy viên Ban Thường vụ của Hội Liên hiệp Phụ nữ tỉnh từ tháng 7 năm 2014.
Tháng 9 năm 2015, tại Đại hội Đảng bộ tỉnh Bắc Ninh lần thứ XIX, nhiệm kỳ 2015–2020, Trần Thị Vân được bầu làm Ủy viên Ban Chấp hành Đảng bộ tỉnh, đến tháng 1 năm sau thì tiếp tục được bầu làm Ủy viên Ban Chấp hành Trung ương Hội Liên hiệp Phụ nữ Việt Nam, nhậm chức Bí thư Đảng đoàn cơ quan Hội Liên hiệp Phụ nữ tỉnh, Chủ tịch Hội Liên hiệp Phụ nữ tỉnh, đồng thời là Ủy viên Ủy ban Mặt trận Tổ quốc Việt Nam tỉnh Bắc Ninh. Bà cũng là Đại biểu Hội đồng nhân dân tỉnh Bắc Ninh nhiệm kỳ 2016–2021, tái đắc cử Tỉnh ủy viên tại Đại hội Đảng bộ tỉnh lần thứ XX, nhiệm kỳ 2020–2025. Năm 2021, với sự giới thiệu của Ủy ban Mặt trận Tổ quốc tỉnh, bà tham gia ứng cử đại biểu Quốc hội từ Bắc Ninh, bầu cử ở đơn vị bầu cử số 2 gồm thị xã Từ Sơn, huyện Tiên Du, Yên Phong, rồi trúng cử Đại biểu Quốc hội khóa XV với tỷ lệ 80,84%. Ngày 23 tháng 7 năm 2021, bà được phê chuẩn làm Phó Trưởng Đoàn Đại biểu Quốc hội chuyên trách tỉnh Bắc Ninh, Ủy viên Ủy ban Xã hội của Quốc hội.